# Lina Meruane
Lina Meruane Boza, née en 1970, est une écrivaine et une enseignante chilienne. Son œuvre, écrite en espagnol, fait l’objet de traductions en plusieurs langues dont l’anglais, l’italien, le portugais, l’allemand, l’arabe et le français. En 2011, elle remporte le Prix Anna-Seghers pour la qualité de son œuvre et, en 2012, le Prix Sor Juana Inés de la Cruz pour son roman Sangre en el ojo [Un regard de sang].

## Biographie
Née à Santiago du Chili en 1970, Lina Meruane a aussi des origines familiales palestiniennes et italiennes. Une grande partie de son enfance et toute son adolescence se déroulent pendant la dictature militaire d'Augusto Pinochet. Son entrée progressive dans la vie active, après les études, se fait dans les années 1990, au moment où s’amorce dans son pays la transition vers la démocratie. Elle commence à écrire en tant que conteuse et journaliste culturelle. En 1997, elle reçoit une bourse d'écriture du Fondo Nacional de Desarrollo Cultural y las Artes [Fonds national pour le développement culturel et les arts, ou FONDART) pour terminer un premier recueil de contes. L'année suivante, en 1998, elle publie Las infantas, un recueil de nouvelles, où elle emprunte un point de vue enfantin. L'ouvrage reçoit une critique positive de la part des critiques chiliens, ainsi que de l'écrivain Roberto Bolaño : « Il y a une génération d'écrivains (chiliens) qui promettent de tout dévorer », écrit-il, « En tête, clairement, deux se détachent. Ce sont Lina Meruane et Alejandra Costamagna (en), suivies de Nona Fernández et de cinq ou six autres jeunes femmes armées de tous les instruments de la bonne littérature ». Son œuvre ultérieure se place d’une certaine façon dans le prolongement de celle de Diamela Eltit, renouvelant les formes et les thématiques de la littérature chilienne.
Lina Meruane publie deux autres romans en l’an 2000, Postuma [Postume] où elle interroge le lien entre l’écriture et la mémoire, puis Cercada [Encerclée], une œuvre de fiction qui traite notamment de l'absence de responsables sur les crimes commis durant la dictature et du rôle de ceux qui ne voulaient pas voir la violence d'État. Puis elle part à New York pour y effectuer un doctorat en littérature hispano-américaine, à l'université de New York. Aux États-Unis, elle enseigne ensuite la littérature et les cultures latino-américaines à cette université de New York, tout en se consacrant à l’écriture. Elle reçoit une bourse de la Fondation Guggenheim en 2004 (pour le roman Fruta Podrida [Fruits pourris]) et une autre en 2010 du National Endowment for the Arts (pour Sangre en el ojo). En 2011, elle reçoit le prix Anna-Seghers, et l'année suivante, elle remporte le 20e Prix Sor Juana Inés de la Cruz pour Sangre en el ojo. Sangre en el ojo est l’histoire d’une jeune femme chilienne vivant à New York, qui est menacée de perdre la vue mais qui refuse tout apitoiement de ses proches,,.
Elle a écrit dans de nombreux journaux ou revues, chiliens comme El Mercurio ou encore La Tercera, américains comme Bomb Magazine, espagnol comme Lateral (es), etc. . Elle a publié des essais voire des diatribes, sur le sida, sur la Palestine, et sur les injonctions faites aux femmes concernant la maternité (Contra los hijos, en 2014). En 2018, elle publie à Santiago Las renegadas [Les rénégats], une anthologie de 88 poèmes de Gabriela Mistral qui exposent sa vision complexe de la féminité et de sa relation au Chili, et le roman Sistema nervioso, écrit à la façon d'un thriller, sur un couple hypocondriaque.

## Principales publications

### Recueils de contes et de nouvelles
- 1998 : Las infantas (Planeta)
- 2020 : Avidez (Caja Negra)

### Romans
- 2000 : Póstuma (Planeta)
- 2000 : Cercada (Cuarto Propio)
- 2007 : Fruta podrida (Fondo de Cultura Económica, 2007)
- 2012 : Sangre en el ojo (Eterna Cadencia), publié en 2018 en français, traduit par Serge Mestre, chez Grasset, sous le titre Un regard de sang
- 2018 : Sistema nervioso (Penguin Random House), publié en 2020 en français, traduit par Serge Mestre, chez Grasset, sous le titre Système nerveux

### Essais
- 2012 : Viajes virales: la crisis del contagio global en la escritura del sida (FCE)
- 2013 : Volverse Palestina
- 2014 : Volverse Palestina/Volvernos otros (PRH)
- 2014 : Contra los hijos (Tumbona)
- 2018 : Palestina por ejemplo, essai sous forme de poème (Libros del Cardo)
- 2021 : Zona ciega, (Penguin Random House)
- 2022 : Palestina en pedazos, contient plusieurs textes, tels que Volverse Palestina, Volvernos otros y Rostros en mi rostro (Literatura Random House)